# یلوجه
یلوجه یک روستا در ایران است که در دهستان خانندبیل غربی واقع شده‌است. یلوجه ۲۵۲ نفر جمعیت دارد.